# 助憶碼
助憶碼（英語：Assembly Mnemonic）通常可在以組合語言寫成的電腦程式內找到。它是一種幫助我們人寫程式的代碼，並不會真的寫到程式裡去執行，它是一個語法或是保留字，功能是用來幫助程式設定一些低階的設定，如程式起始位址、變數的記憶體位址等東西。
助憶碼依組譯的程式而變化（每個組譯器所用的助憶碼都不太相同）。